# Ying (Chu)
Ying (en chino: 郢, pinyin; Yǐng ) también conocida como Jinancheng fue una ciudad capital del estado Chu durante el Período de las Primaveras y Otoños y el Periodo de los Reinos Combatientes de la historia china.
En los primeros años del desarrollo de Chu, la capital del estado estaba ubicada en Danyang, cerca del actual condado de Xichuan en la provincia de Henan. Tras una serie de batallas con estados vecinos, la capital de Chu se trasladó a Ying, cerca de la actual ciudad de Jingzhou en la llanura de Jianghan, en la parte occidental de la provincia de Hubei .

## Fecha de reubicación
Hay cuatro teorías diferentes sobre la fecha en que tuvo lugar la reubicación de la capital:
- Algunas fuentes creen que el rey Wu de Chu trasladó la capital a Ying en el 706 a. C.[3] El historiador de la dinastía Qing Song Xiangfeng (宋翔风) en sus registros dinásticos • Investigación sobre la reubicación de la residencia de Chu Yuxiong en Danyang a Ying por el rey Wu (过庭录•楚鬻熊居丹阳武王徙郢考) infiere la fecha del traslado desde el momento de las guerras del rey Wu con los estados de Sui y Yun. Song argumenta que con las guerras mantenidas en todo el territorio y su gobierno en el este de la recién estrenada Dinastía Han, el rey Wu se vio obligado a trasladarse. Hoy en día, muchos historiadores consideran esta teoría sin fundamento y tiene pocos adeptos.
- La segunda teoría postula que la reubicación de la capital tuvo lugar en algún momento entre 703 y 699 a. C.  Fecha del movimiento del historiador Shi Quan de la capital de Chu [4] basada en los registros de Zuo Zhuan • 13 ° año del duque Huan de Lu: “El Mo'Ao (莫 敖) fue castigado y ahorcado en Huangyu (荒 谷) (moderno condado de Jiangling en la provincia de Hubei), el ejército estaba prisionero en Yefu (冶 父) esperando el castigo". En su comentario sobre el Libro de Han, Liu Zhao (刘昭) escribe: Más de tres lǐ al este de Jiangling hay tres lagos y un río llamado Changyu (苌谷). Al noroeste hay una pequeña ciudad llamada Yefu (冶父). El Comentario sobre el Clásico de Vías Navegables (Shui Jing Zhu) en su capítulo sobre inundaciones señala que al noroeste de Jiangling se encuentra la ciudad de Jinan (纪南城) con sus tres lagos y río y Huangyu (荒谷) hacia el este. Estas fuentes se utilizan para justificar el traslado anterior a Ying, pero ninguna menciona el nombre de la ciudad, lo que hace que la afirmación sea inverosímil.
- Otro punto de vista afirma que la capital se trasladó en el 689 a. C. durante el primer año del reinado del rey Wen de Chu. Según las Memorias históricas • Anales de la familia Chu : "Xiong Zi (熊 赀), el rey Wen de Chu comenzó la capital en Ying". El historiador chino Fan Wenlan escribió en su Narrative History of China (中国通史): "Durante las etapas iniciales de la dinastía Zhou del Este, Chu era un estado grande y poderoso. En 704 a. C., Xiong Tong (熊 通) se proclamó rey Wu de Chu y su hijo, el rey Wen, trasladó la capital a Ying a unos 1000 lǐ de distancia". Este punto de vista apoya la teoría de que fue el rey Wen quien trasladó la capital.
- La teoría final sugiere que el traslado a Ying tuvo lugar en 690 a. C. tras la muerte del rey Wu y la sucesión del rey Wen al trono. Según el XI año de Zuo Zhuan del duque Huan de Lu : "El ejército del Estado de Yun estaba en Pusao (蒲 骚 / 蒲 騷) junto con los ejércitos de los Estados de Sui, Jiao (绞 国 / 绞 國), Zhou y Liao listos para atacar a Chu. El Chu Mo'Ao, Qu Xia (屈 瑕) estaba en las afueras de Ying ". Sin embargo, en este momento Ying era simplemente un puesto de mando en el frente militar de Chu y aún no se había convertido en la capital. El "cuarto año de Zuo Zhuan del duque Zhuang de Lu" registra que el rey Wu murió a los 51 años en 689 a. C. en una expedición punitiva contra el estado de Sui. La gente de Chu y Sui cruzó el río Han en Jiangyou (江油) para celebrar el funeral del rey. Dado que Ying está cerca, probablemente este fue el lugar del funeral. El rey Wen ascendió al trono pocos meses después de la muerte de su padre, con lo cual Ying se convirtió en la capital de Chu.

Como puede verse anteriormente, las cuatro teorías no difieren mucho en la fecha de la reubicación. Según fuentes tradicionales, Ying siguió siendo la capital de Chu desde el momento de su establecimiento por el rey Wen en el 689 a. C. hasta el 278 a. C., el año 21 del reinado del rey Qingxiang de Chu, cuando un ataque de un ejército del estado de Qin conducido por el general Bai Qi obligó a que se trasladara la capital a Chen. Sin contar la reubicación a corto plazo de la capital durante el reinado del rey Zhao de Chu (que reinó entre el 515 y el 489 a. C.), Ying fue la capital de Chu durante un total de 411 años.

## Ubicación
Según el historiador Shi Quan (石泉), Ying estaba ubicada en el mismo lugar que la ciudad de Jiangling de la dinastía Qin y Han (actual Jingzhou), entre los ríos Ju (沮) y Zhang (漳). Afirma además que la ciudad se encuentra en los tramos más bajos del actual río Man (蛮河) cuenca situada al oeste del río Han, de modo que hoy, las ruinas de Chuhuangcheng (楚皇城) permanecerían allí.
El historiador Zhang Zhengming sostiene que el rey Wen estableció Ying y que estaba ubicado dentro de los límites de la ciudad de Yicheng, Hubei. En 506 a. C., el estado de Wu invadió Chu y destruyó Ying, y el rey Zhao de Chu huyó y solo para regresar a la ciudad sin que se declarara un armisticio. Después de un nuevo ataque de Wu en 504 EC, el rey trasladó la capital a Ruo. Esto se encontraba en el antiguo estado epónimo de Ruo, en las fronteras de Qin, que Chu había anexado previamente y que los residentes continuaron llamando a Ying. Algunos años después, el rey Zhao trasladó la capital a Jiangling, Hubei, que también se conocía como Jinan (紀南) o Jinancheng (紀南城).
Entre los reinados del rey Xuan de Chu (que reinó entre el 369 y el 340 a. C.) y el rey Qingxiang de Chu (que reinó entre el 298 y el 263 a. C.), Chu tuvo otra capital temporal que también se llamó Ying. Ying ocupaba una ubicación estratégica con Yunmeng al este, Ewuba (扼巫巴) al oeste, el acceso a la llanura de China Central al norte y las defensas naturales del río Yangtze protegiendo los accesos del sur.

## Impacto histórico de Ying
Aunque la base de poder del rey Wu de Chu fue sacudida por el Estado Han cuando atacaron el interior alrededor de la llanura de Jiangyan, la reubicación de la capital del rey Wen en Ying le permitió continuar con la estrategia militar de su padre.
Antes de que el rey Wen trasladara la capital, ya tenía el control de la llanura de Jiangyan y luego envió a sus ejércitos hacia el norte como parte de su plan para tomar el control de China. En este momento, también dominó el acceso oriental al estado de Han y posteriormente atacó el norte del estado, dándole el control de la llanura de China Central.
En 688 a. C., el rey Wen acabó con los estados de Shen y Deng, tras lo cual su base de poder se convirtió en la antigua capital de Shen en Nanyang, Henan .